# Stadio Diego Armando Maradona (Buenos Aires)
Lo stadio Diego Armando Maradona (in spagnolo Estadio Diego Armando Maradona) è un impianto calcistico argentino di Buenos Aires situato nel quartiere di Villa General Mitre. Sorto nel 1940 come Estadio Argentinos Juniors dal nome del club proprietario, l'Argentinos Juniors, fu ricostruito nel 2003 e intitolato l'anno seguente al noto calciatore Diego Armando Maradona. Ha una capacità di 24800 spettatori.

## Storia
Inaugurato come Estadio Argentinos Juniors il 27 aprile 1940, l'impianto fu poi ricostruito e inaugurato nel 2003. Dall'agosto 2004 è intitolato a Diego Armando Maradona, il calciatore argentino che militò nell'Argentinos Juniors dal 1976 al 1981 prima di trasferirsi al Boca Juniors.
Situato a Buenos Aires, la capitale dell'Argentina, nel distretto di Villa General Mitre, è stato costruito dal 1993 al 2003 e inaugurato il 26 dicembre 2003.  Il periodo di costruzione di dieci anni è spiegato dalla difficile situazione economica del successivo club utente Argentinos Juniors, che possiede lo stadio. Durante la costruzione, il club ha giocato in affitto al vicino Stadio Arquitecto Ricardo Etcheverri, lo stadio di casa di Ferro Carril Oeste nelle immediate vicinanze.
Dal 2003, gli Argentinos Juniors giocano le partite casalinghe allo Stato Diego Armando Maradona. I Juniors sono tra le squadre di calcio più tradizionali in Argentina e hanno vinto tre volte il Campionato Argentino fino ad oggi. Inoltre sono riusciti nel 1984 a vincere la Copa Libertadores e un anno dopo anche la Copa Interamericana. Attualmente, la squadra gioca nella Primera División e si trova prevalentemente nella parte alta della classifica.

### Reinaugurazione
L'inaugurazione del rinnovato stadio è avvenuta il 26 dicembre 2003, con 30 000 persone in tribuna, una partita tra i veterani della squadra campione americana nel 1985 di fronte alla squadra che vinse la promozione nel 1997, e un'altra partita tra la nazionale argentina U-20 e una combinato delle glorie del semillero del club delle dimensioni di Esteban Cambiasso, Juan Pablo Sorín e Claudio Borghi. Le squadre menzionate erano dirette, rispettivamente, da Roberto Marcos Saporiti, José Pekerman e Hugo Tocalli, tutti ex giocatori o allenatori.

### Intitolazione a Diego Maradona
Il 10 agosto 2004, nell'ambito dei festeggiamenti per il centenario del club, l'Argentinos Juniors ha ufficializzato l'intitolazione dello stadio a Diego Maradona. Alle celebrazioni è seguita un'amichevole contro il River Plate, campione in carica del campionato argentino di quell'anno.